# Ida Aalberg
Ida Aalberg (Janakkala, , Finn Nagyhercegség, Orosz Birodalom, 1857. december 4. – Szentpétervár, 1915. január 17.) finn színésznő. Korának legismertebb finn színésznője volt.

## Életpályája
1874 és 1889 között  a Finn Színház társulatában játszott, majd később saját, német nyelvű társulatával számos külföldi vendégszereplésen vett részt (többek közt 1880 és 1901 között Magyarországon többször is járt). Első házasságát Lauri Kivekässzel, a másodikat báró A. Uexkull-Gyldenbanddal kötötte. Tragikaként legendás alakításokat nyújtott Ophelia (Shakespeare: Hamlet), Kleopátra (Shakespeare:Kleopátra), Margit (Goethe:Faust) és Nóra, Hedda Gabler (Ibsen) szerepében. Játékát a romantikus és a realista stílus összekapcsolása jellemezte.

## Emlékezete
Az Ida Albergin tie út Helsinkiben az ő nevét viseli, valamit szerepelt finnországi bélyegeken.